# (2081) Sázava
(2081) Sázava es un asteroide perteneciente al cinturón de asteroides descubierto por Paul Wild el 27 de febrero de 1976 desde el Observatorio de Berna-Zimmerwald, Suiza.

## Designación y nombre
Sázava se designó al principio como 1976 DH.
Más adelante recibió su nombre del Sázava, un río de Bohemia.

## Características orbitales
Sázava está situado a una distancia media del Sol de 2,451 ua, pudiendo alejarse hasta 2,849 ua y acercarse hasta 2,054 ua. Su inclinación orbital es 3,904 grados y la excentricidad 0,1621. Emplea 1402 días en completar una órbita alrededor del Sol.

## Características físicas
La magnitud absoluta de Sázava es 12,14. Tiene un diámetro de 22,67 km y su albedo se estima en 0,0479. Está asignado al tipo espectral F de la clasificación Tholen.